# Reprezentacja Polski w Pucharze Gordona Bennetta
W zawodach balonów wolnych o Puchar Gordona Bennetta poszczególne kraje mogą reprezentować maksymalnie trzy zespoły składające się z dwóch osób. Po raz pierwszy udział polskiej ekipy miał miejsce podczas XX zawodów rozegranych w 1932 roku.

## Historia
W Polsce po 1918 roku pilotami balonów były tylko osoby na służbie wojskowej. W 1925 roku zorganizowano zawody o puchar im. płk. Wańkowicza i to był moment rozpowszechnienia sportu balonowego w Polsce. W 1927 roku powstał pierwszy Aeroklub Akademicki Warszawa i dostęp do tego środka transportu uzyskali cywile.
Podczas XII zawodów, które odbyły się 23 września 1923 roku w Brukseli, został zgłoszony jeden balon z Polski. Z powodu zarządzeń Departamentu Żeglugi Powietrznej Ministerstwa Spraw Wojskowych zespół z Polski na zawody nie pojechał.
Debiut Polaków w Pucharze Gordona Bennetta miał miejsce 25 września 1932 w Bazylei, gdzie konkurowało 16 załóg z ośmiu państw. Z Polski zgłoszono dwie załogi: por. Władysława Pomaskiego i por. Antoniego Janusza startujących balonem „Polonia” oraz por. Franciszka Hynka i Zbigniewa Burzyńskiego w małym balonie „Gdynia” o pojemności 1200m³. Polskie załogi miały mało doświadczenia przy konkurencji, jednak wyniki okazały się nadzwyczaj dobre. Balon „Polonia” zajął czwartą lokatę, a „Gdynia” szóstą. Dzięki wiatrom większość balonów przelatywało nad terytorium ówczesnej Polski, a piloci „Gdyni” lądowali nieopodal Legionowa. W 1933 roku wystartowało 7 balonów 5 krajów. Polska załoga wystartowała w balonie o maksymalnej pojemności dopuszczonej w regulaminie „Kościuszko”, którego uszyto w Wojskowych Zakładach Balonowych w Legionowie. Polscy piloci zostali przywitani entuzjastycznie przez polonię polską w Chicago. Udało się odnieść pierwsze zwycięstwo pomimo konieczności przedzierania się przez Park Narodowy po lądowaniu w puszczy Kanadyjskiej nieopodal Mont-Morency.
W 1934 roku zawody odbyły się w Warszawie na północy Lotniska Mokotowskiego pod przewodnictwem gen. bryg. pil. inż. Ludomiła Rayskiego. Zawody obsługiwało 20 oficerów i 300 żołnierzy i podoficerów. Liczba uczestników to 16 balonów z ośmiu państw. Informacje o zawodach przekazywano wszystkimi ówczesnymi mediami. Start odbył w obecności premiera rządu RP i 40 000 publiczności. Zwycięstwo odniosła polska załoga Franciszek Hynek i Władysław Pomaski w balonie „Kościuszko”, drugie miejsce Zbigniew Burzyński i Jan Zakrzeski w balonie „Warszawa II” i czwarte miejsce Antoniego Janusza i Ignacego Wawszczaka w „Polonii II”. Lotniczy świat uznał ich świetne przygotowanie i konstrukcji balonów.
W 1935 roku w Warszawie startowało 13 balonów z siedmiu krajów. Z liczby 13 balonów, aż 5 balonów stanowiły polskie konstrukcje. Szwajcarska ekipa zakupiła balon w Legionowie, a Holendrzy wypożyczyli balon „Toruń”. Start odbył się 15 września 1935 roku w obecności prezydenta RP Ignacego Mościckiego i premiera Felicjana Sławoja Składkowskiego. Udało się powtórzyć sukces, dzięki czemu polska załoga otrzymała puchar na własność, gdyż było to trzykrotne zwycięstwo. Kolejne trzecie zawody w 1936 roku nie przyciągały już takiej uwagi jak poprzednie. Polskie załogi osiągnęły wszystko, co było ówcześnie do zdobycia. W zawodach startowało 10 balonów z 5 państw w obecności Ignacego Mościckiego. Serię polskich zwycięstw przerwali Belgowie.
W 1937 roku w Belgii startowało 12 balonów z pięciu państw. Polskę reprezentowały trzy załogi „Polonia II”. „LOPP” i „Warszawa II”, którym udało się wywalczyć drugie miejsce mimo niesprzyjających warunków. W 1938 roku ponownie startując z Belgii, załoga balonu „LOPP” odniosła zwycięstwo i zawody mogły wrócić do Polski. Termin, jaki nadano, wyznaczał datę 3 września 1939 roku. Wybuch II wojny światowej nie pozwolił na ich odbycie się. Wznowienie Pucharu odbyło się dopiero w 1983 roku.

## Wyniki
Osiągnięcia Polaków w poszczególnych zawodach pucharu.
UWAGA:
Oznaczenie rekordu długości lotu oraz czasu przelotu zaznaczone jest następująco:
| REKORD |

### 1906-1939
| Edycja zawodów | Data       | Miejsce zawodów             | Lokata | Załoga                                       | Balon              | Czas lotu [h] | Odległość [km] |
| -------------- | ---------- | --------------------------- | ------ | -------------------------------------------- | ------------------ | ------------- | -------------- |
| XX             | 25.09.1932 | Bazylea (Szwajcaria)        | 4      | Władysław Pomaski, Antoni Janusz             | SP-AHX Polonia     | 24:00         | 1181,00        |
| XX             | 25.09.1932 | Bazylea (Szwajcaria)        | 6      | Franciszek Hynek, Zbigniew Burzyński         | SP-AHW Gdynia      | 17:05         | 1089,00        |
| XXI            | 2.09.1933  | Chicago (Stany Zjednoczone) | 1      | Franciszek Hynek, Zbigniew Burzyński         | SP-ADS Kościuszko  | 38:32         | 1361,00        |
| XXII           | 23.09.1934 | Warszawa (Polska)           | 1      | Franciszek Hynek, Władysław Pomaski          | SP-ADS Kościuszko  | 44:48         | 1333,00        |
| XXII           | 23.09.1934 | Warszawa (Polska)           | 2      | Zbigniew Burzyński, Jan Zakrzewski           | SP-ANA Warszawa II | 36:42         | 1304,00        |
| XXII           | 23.09.1934 | Warszawa (Polska)           | 4      | Antoni Janusz, Ignacy Wawszczak              | SP-AMY Polonia II  | 22:04         | 1138,00        |
| XXIII          | 16.09.1935 | Warszawa (Polska)           | 1      | Zbigniew Burzyński, Władysław Wysocki        | SP-AMY Polonia II  | 57:54         | 1650,47        |
| XXIII          | 16.09.1935 | Warszawa (Polska)           | 2      | Antoni Janusz, Ignacy Wawszczak              | SP-ANA Warszawa II | 46:52         | 1567,13        |
| XXIII          | 16.09.1935 | Warszawa (Polska)           | 5      | Franciszek Hynek, Władysław Pomaski          | SP-ADS Kościuszko  | 48:01         | 1306,47        |
| XXIV           | 30.08.1936 | Warszawa (Polska)           | 2      | Antoni Janusz, Stanisław Brenk               | SP-BCU LOPP        | 38:02         | 1534,28        |
| XXIV           | 30.08.1936 | Warszawa (Polska)           | 5      | Franciszek Hynek, Franciszek Janik           | SP-ANA Warszawa II | 33:20         | 1453,36        |
| XXIV           | 30.08.1936 | Warszawa (Polska)           | 6      | Zbigniew Burzyński, Władysław Pomaski        | SP-AMY Polonia II  | 31:45         | 1428,64        |
| XXV            | 20.06.1937 | Bruksela (Belgia)           | 2      | Antoni Janusz, Leszek Krzyszkowski           | SP-AMY Polonia II  | 46:30         | 1364,00        |
| XXV            | 20.06.1937 | Bruksela (Belgia)           | 5      | Franciszek Hynek, Franciszek Janik           | SP-ANA Warszawa II | 24:15         | 839,00         |
| XXV            | 20.06.1937 | Bruksela (Belgia)           | 8      | Zbigniew Burzyński, Wacław Koblański         | SP-BCU LOPP        | 25:40         | 825,00         |
| XXVI           | 11.09.1938 | Liège (Belgia)              | 1      | Antoni Janusz, Franciszek Janik              | SP-BCU LOPP        | 37:47         | 1692,00        |
| XXVI           | 11.09.1938 | Liège (Belgia)              | 3      | Leszek Krzyszkowski, Marian Łańcucki (pilot) | SP-ANA Warszawa II | 33:33         | 1444,00        |
| XXVI           | 11.09.1938 | Liège (Belgia)              | 5      | Wacław Koblański, Stanisław Patalan          | SP-AMY Polonia II  | 33:45         | 1369,00        |

### 1983-2000
| Edycja zawodów | Data       | Miejsce zawodów                 | Lokata | Załoga                              | Balon                           | Czas lotu [h]                                  | Odległość [km]                                 |
| -------------- | ---------- | ------------------------------- | ------ | ----------------------------------- | ------------------------------- | ---------------------------------------------- | ---------------------------------------------- |
| 27             | 1.07.1983  | Paryż (Francja)                 | 1      | Stefan Makné, Ireneusz Cieślak      | SP-BZO Polonez                  | 36:00                                          | 690,00                                         |
| 28             | 13.10.1984 | Zurych (Szwajcaria)             | 3      | Stefan Makné, Jerzy Czerniawski     | SP-BZN SPOŁEM-ALMATUR BIAŁYSTOK | 38:05                                          | 770,00                                         |
| 28             | 13.10.1984 | Zurych (Szwajcaria)             | 4      | Ireneusz Cieślak, Waldemar Ozga     | SP-BZR Polonia                  | 31:22                                          | 749,00                                         |
| 29             | 28.09.1985 | Genewa (Szwajcaria)             | 2      | Stefan Makné, Waldemar Ozga         | SP-BZR Polonia                  | 22:58                                          | 325,00                                         |
| 29             | 28.09.1985 | Genewa (Szwajcaria)             | 5      | Ireneusz Cieślak, Jerzy Czerniawski | SP-BZN SPOŁEM-ALMATUR BIAŁYSTOK | 13:00                                          | 310,00                                         |
| 31             | 3.10.1987  | Seefeld in Tirol (Austria)      | 5      | Stefan Makné, Grzegorz Antkowiak    | SP-BZR Polonia                  | 19:00                                          | 576,00                                         |
| 32             | 23.10.1988 | Bregenz (Austria)               | 2      | Stefan Makné, Grzegorz Antkowiak    | SP-BZO Polonez                  | 43:07                                          | 677,50                                         |
| 32             | 23.10.1988 | Bregenz (Austria)               | 9      | Ireneusz Cieślak, Waldemar Ozga     | SP-BZR Polonia                  | 17:52                                          | 629,10                                         |
| 33             | 16.09.1989 | Lech (Austria)                  | 9      | Waldemar Ozga, Piotr Szary          | SP-BZR Polonia                  | 20:53                                          | 510,60                                         |
| 33             | 16.09.1989 | Lech (Austria)                  | 11     | Stefan Makné, Grzegorz Antkowiak    | SP-BZO Polonez                  | 22:56                                          | 486,40                                         |
| 34             | 2.09.1990  | Lech (Austria)                  | 9      | Stefan Makné, Grzegorz Antkowiak    | SP-BZO Polonez                  | 10:17                                          | 176,80                                         |
| 35             | 21.09.1991 | Lech (Austria)                  | 3      | Stefan Makné, Grzegorz Antkowiak    | SP-BZO Polonez                  | 36:58                                          | 631,30                                         |
| 35             | 21.09.1991 | Lech (Austria)                  | 9      | Piotr Szary, Waldemar Ozga          | SP-BZR Polonia                  | 10:48                                          | 260,30                                         |
| 36             | 19.09.1992 | Stuttgart (Niemcy)              | 11     | Stefan Makné, Grzegorz Antkowiak    | SP-BWH                          | 62:09                                          | 584,32                                         |
| 37             | 4.10.1993  | Albuquerque (Stany Zjednoczone) | 7      | Stefan Makné, Waldemar Ozga         | N37915                          | 22:10                                          | 219,70                                         |
| 37             | 4.10.1993  | Albuquerque (Stany Zjednoczone) | 8      | Jerzy Czerniawski, Jerzy Góźdź      | N147SP                          | 20:26                                          | 187,40                                         |
| 38             | 18.09.1994 | Lech (Austria)                  | 8      | Stefan Makné, Franciszek Góralewicz | SP-BZO Polonez                  | 14:22                                          | 135,26                                         |
| 39             | 9.09.1995  | Wil (Szwajcaria)                | 13     | Stefan Makné, Piotr Hałas           | SP-BZO Polonez                  | 26:43                                          | 494,60                                         |
| 40             | 28.09.1996 | Warstein (Niemcy)               | 9      | Stefan Makné, Dariusz Brzozowski    | SP-BZO Polonez                  | 16:32                                          | 567,70                                         |
| 41             | 7.09.1997  | Warstein (Niemcy)               | 8      | Stefan Makné, Piotr Hałas           | SP-BZO Polonez                  | 41:42                                          | 1570,50                                        |
| 42             | 12.09.1998 | Paryż (Francja)                 | X      | Stefan Makné, Franciszek Góralewicz | SP-BZO Polonez                  | zawody nie odbyły się ze względu na złą pogodę | zawody nie odbyły się ze względu na złą pogodę |
| 44             | 9.09.2000  | Saint-Hubert (Belgia)           | 11     | Stefan Makné, Franciszek Góralewicz | SP-BZO Polonez                  | 22:37                                          | 171,20                                         |

### od 2001
| Edycja zawodów | Data       | Miejsce zawodów                 | Lokata | Załoga                                     | Balon                     | Czas lotu [h] | Odległość [km] |
| -------------- | ---------- | ------------------------------- | ------ | ------------------------------------------ | ------------------------- | ------------- | -------------- |
| 46             | 31.08.2002 | Châtellerault (Francja)         | 11     | Stefan Makné, Krzysztof Stanecki           | SP-BZO TVN Chio Multikino | 17:37         | 345,87         |
| 48             | 29.08.2004 | Thionville (Francja)            | 12     | Stefan Makné, Krzysztof Stanecki           | SP-BBI Meble VOX          | 18:07         | 772,44         |
| 58             | 29.08.2014 | Vichy (Francja)                 | 5      | Mateusz Rękas, Krzysztof Zapart            | SP-BMZ MISIA              | 50:19         | 1136,69        |
| 59             | 28.08.2015 | Pau (Francja)                   | 5      | Krzysztof Zapart, Bazyli Dawidziuk         | SP-BMZ MISIA              | 69:04         | 1971,43        |
| 59             | 28.08.2015 | Pau (Francja)                   | 10     | Mateusz Rękas, Jacek Bogdański             | D-OWBA                    | 33:35         | 852,27         |
| 60             | 18.09.2016 | Gladbeck (Niemcy)               | 6      | Mateusz Rękas, Jacek Bogdański             | D-OABD Orzeł Biały        | 42:24         | 810,78         |
| 60             | 18.09.2016 | Gladbeck (Niemcy)               | 9      | Krzysztof Zapart, Bazyli Dawidziuk         | SP-BMZ MISIA              | 42:58         | 747,34         |
| 61             | 8.09.2017  | Fribourg (Szwajcaria)           | 8      | Krzysztof Zapart, Bazyli Dawidziuk         | SP-BMZ MISIA              | 26:01         | 1214,87        |
| 61             | 8.09.2017  | Fribourg (Szwajcaria)           | 12     | Mateusz Rękas, Jacek Bogdański             | D-OWBA                    | 22:24         | 1103,77        |
| 62             | 28.09.2018 | Berno (Szwajcaria)              | 1      | Mateusz Rękas, Jacek Bogdański             | D-OWBA                    | 58:28         | 1145,29        |
| 62             | 28.09.2018 | Berno (Szwajcaria)              | 4      | Krzysztof Zapart, Krzysztof Borkowski      | SP-BMZ MISIA              | 50:31         | 804,98         |
| 63             | 13.09.2019 | Montbéliard (Francja)           | 17     | Mateusz Rękas, Jacek Bogdański             | D-OWBA                    | 46:01         | 308,33         |
| 63             | 13.09.2019 | Montbéliard (Francja)           | 20     | Krzysztof Zapart, Adam Ginalski            | SP-BMZ MISIA              | 19:49         | 0,0            |
| 64             | 19.08.2021 | Toruń (Polska)                  | 4      | Krzysztof Zapart, Adam Ginalski            |                           | 53:00         | 950,05         |
| 64             | 19.08.2021 | Toruń (Polska)                  | 9      | Mateusz Rękas, Jacek Bogdański             |                           | 40:40         | 357,96         |
| 64             | 19.08.2021 | Toruń (Polska)                  | 10     | Andrzej Olszewski, Jarosław Cieślak        |                           | 12:34         | 356,48         |
| 65             | 2.09.2022  | St. Gallen (Szwajcaria)         | 10     | Krzysztof Zapart, Adam Ginalski            | D-OGYN White Pils         | 58:57         | 1291,63        |
| 65             | 2.09.2022  | St. Gallen (Szwajcaria)         | 13     | Mateusz Rękas, Jacek Bogdański             | D-OABD White Eagle        | 37:40         | 774,08         |
| 65             | 2.09.2022  | St. Gallen (Szwajcaria)         | 16     | Andrzej Bogdan Olszewski, Jarosław Cieślak | D-OLIB LINDE              | 25:57         | 645,37         |
| 66             | 5.10.2023  | Albuquerque (Stany Zjednoczone) | 12     | Jacek Bogdański, Przemysław Mościcki       | D-OBAD (WHITE EAGLE)      | 36:05         | 872,48         |
| 66             | 5.10.2023  | Albuquerque (Stany Zjednoczone) | 16     | Krzysztof Zapart, Piotr Hałas              | D-OGBL (WHIT PILS)        | 45:54         | 977,05         |
| 67             | 14.09.2024 | Münster (Niemcy)                | 16     | Jacek Bogdański, Przemysław Mościcki       | D-OABD                    | 38:44         | 1289,77        |
| 67             | 14.09.2024 | Münster (Niemcy)                | 19     | Andrzej Bogdan Olszewski, Jarosław Cieślak | D-OWBA                    | 23:50         | 809,40         |